# زاپیا
زاپیا (به انگلیسی: Zapya) یک برنامهٔ کاربردی رایگان با امکانات انتقال اطلاعات در سیستم‌های‌عامل از طریق وای فای و بلوتوث است.